# The Logical Song
Singles de Supertramp
Babaji
(1977) Breakfast in America
(1979)
The Logical Song est une chanson du groupe rock britannique Supertramp. Elle est sortie en tant que single principal de l'album Breakfast in America en mars 1979 chez A&M Records.
The Logical Song rencontre un énorme succès commercial, atteignant la septième place au Royaume-Uni et la sixième place du Billboard Hot 100 aux États-Unis. En France, elle occupe la seconde place du hit-parade. Paul McCartney l'a nommée comme étant sa chanson préférée de l'année 1979.

## Composition et paroles
The Logical Song est écrite principalement par Roger Hodgson, les paroles étant basées sur son expérience de l'internat, où il a été envoyé pendant dix ans. Pour Hodgson, il s'agit d'une chanson très personnelle, travaillée pendant les essais de balance et dont il avait complété les paroles et l'arrangement six mois avant de la proposer au groupe pour l'album. En 1980, Hodgson est honoré du prix Ivor Novello de la British Academy of Composers and Songwriters pour cette chanson, nommée meilleure chanson à la fois musicalement et lyriquement. À ce jour, The Logical Song est également distinguée par ses paroles, qui sont les plus citées à l'école,.

### Thème
Le thème de la chanson est assez sombre, critiquant la société que les hommes ont créée et qui semble pervertir les jeunes enfants, les obligeant à devenir « logiques », « responsables », « avec un esprit pratique », sans aucune personnalité, en un mot des « légumes » (a vegetable).
Le narrateur de cette chanson, âgé, regrette le temps de son enfance où il pouvait être libre et heureux, où tout était magique… Il est intéressant de s'attarder plus en détail sur les paroles. En effet, le narrateur, semblant être en plein délire, alerte ses prochains : les mettant en garde, il leur demande de faire attention sous peine de se faire traiter de gauchiste, de fanatique, de criminel.
L'album Breakfast in America d’où est tirée cette chanson tourne toujours autour de thèmes comme le rêve américain.

## Caractéristiques musicales
L'utilisation de castagnettes au début de la chanson et de deux solos de saxophone alto durant la chanson, ainsi que des chœurs sont assez inattendues. Roger Hodgson énonce à la fin du morceau pendant le solo de saxophone alto un décompte « 1, 2, 3… 5 !!! », comme pour renforcer l'idée de confusion qui semble s'être emparée du narrateur.

## Musiciens
- Roger Hodgson :chant, chœurs, piano électrique Wurlitzer, guitare électrique et acoustique 12 cordes
- Rick Davies : chant (deuxième refrain), synthétiseur Oberheim et Elka Rhapsody, orgue Hammond, piano acoustique et clavinet avec pédale wah-wah
- John Helliwell : chant, saxophone alto, sifflet
- Dougie Thomson : basse
- Bob Siebenberg : batterie, castagnettes, woodblocks, cloche et timbales

## Sortie et accueil

### Réception commerciale
En France, The Logical Song s'est vendu à 677 000 exemplaires et sera certifié disque d'or pour 500 000 exemplaires vendus. Au Canada, le single sera certifié disque d'or pour 5 000 exemplaires vendus et disque de platine pour 10 000 exemplaires vendus.

### Classements et certifications
| Classement (1979)                      | Meilleure position |
| -------------------------------------- | ------------------ |
| Australie (Kent Music Report)          | 16                 |
| Allemagne (Media Control AG)           | 12                 |
| Autriche (Ö3 Austria Top 40)           | 14                 |
| Pays-Bas (Nederlandse Top 40)          | 20                 |
| Pays-Bas (Single Top 100)              | 13                 |
| Belgique (Flandre Ultratop 50 Singles) | 19                 |
| Canada (RPM)                           | 1                  |
| États-Unis (Billboard Hot 100)         | 6                  |
| États-Unis (Cash Box)                  | 37                 |
| France (SNEP)                          | 2                  |
| Irlande (IRMA)                         | 6                  |
| Italie (AFI)                           | 14                 |
| Portugal (Música & Som)                | 8                  |
| Royaume-Uni (UK Singles Chart)         | 7                  |
| Espagne (AFE)                          | 12                 |
| Nouvelle-Zélande (RMNZ)                | 13                 |

| Pays                  | Certification | Ventes certifiées | Années |
| --------------------- | ------------- | ----------------- | ------ |
| France (SNEP)         | Or            | 500 000           | 1979   |
| Canada (Music Canada) | Or            | 5 000             | 1979   |
| Canada (Music Canada) | Platine       | 10 000            | 1979   |

### Reprises
Le titre a fait l'objet d'une reprise instrumentale en 2017 par la pianiste Olga Scheps.